# Matsuoka Yasutake
Matsuoka Yasutake est un nom japonais traditionnel ; le nom de famille (ou le nom d'école), Matsuoka, précède donc le prénom (ou le nom d'artiste).
Le baron Matsuoka Yasutake (松岡康毅, Matsuoka Yasutake) (14 août 1846 - 1er septembre 1923) est un homme politique japonais de l'ère Meiji.

## Biographie
Né dans la province d'Awa (actuelle préfecture de Tokushima), Matsuoka est le fils d'un samouraï servant le domaine de Tokushima. Après une scolarité à l'académie du domaine, il se rend à Edo en 1861 pour poursuivre ses études, puis à Osaka en 1863. Après la restauration de Meiji, en 1870, il retourne à Tokushima où il obtient un poste de bureaucrate au siège de la préfecture, puis devient conseiller juridique. Il est très vite (en 1871) recruté par le gouvernement central et s'installe à Tokyo pour travailler au ministère de la Justice. Il travaille ensuite comme procureur et secrétaire aux cours de justice de Tokyo et de Kobe, et à la cour d'appel d'Hiroshima en 1882. En février 1886, il est envoyé à l'étranger pour étudier le système judiciaire de France et d'Allemagne, rentrant au Japon en novembre 1887 et rejoignant l'équipe juridique rassemblée sous le ministre de la Justice Yamada Akiyoshi pour améliorer le code civil japonais. Matsuoka est nommé juge assistant à la Haute Cour en février 1888. En 1889, il participe à la création de la faculté de droit de l'université Nihon.
En octobre 1890, Matsuoka prend la direction de la cour d'appel de Tokyo. En juin 1891, il est promu au poste de procureur général et reçoit un siège à la chambre des pairs de la diète du Japon en décembre de la même année. De 1894 à 1898, dans les 2e et 3e cabinets d'Itō Hirobumi, Matsuoka est vice-ministre de l'Intérieur, participant à de nombreux comités et bureaux.
Dans le cabinet de Saionji Kinmochi (1906–1908), Matsuoka est nommé ministre de l'Agriculture et du Commerce. En 1906 il est décoré du grand cordon de l'ordre du soleil levant. En août 1917, il reçoit le titre de baron (danshaku) selon le système de noblesse kazoku. Il rejoint le conseil privé en novembre 1920 et est nommé premier président de l'université Nihon en mars 1922. Il meurt le 1er septembre 1923 pendant le séisme de Kantō dans l'effondrement de sa maison d'Hayama.